# Mount Rainier (Maryland)
Mount Rainier é uma cidade localizada no estado americano de Maryland, no Condado de Prince George's.

## Geografia
De acordo com o United States Census Bureau, a cidade tem uma área de 1,7 km², onde todos os 1,7 km² estão cobertos por terra.

### Localidades na vizinhança
O diagrama seguinte representa as localidades num raio de 4 km ao redor de Mount Rainier.

## Demografia
Segundo o censo nacional de 2010, a sua população é de 8 080 habitantes e sua densidade populacional é de 4 799,55 hab/km². É a cidade mais densamente povoada de Maryland. Possui 3 601 residências, que resulta em uma densidade de 2 139,01 residências/km².